# 유니아나
유니아나(UNIANA CO.,LTD)는 대한민국의 게임 회사로, 본사는 서울 양천구 목동동로 377 유니아나빌딩에 위치해 있다. 비디오 게임 제작 및 유통을 담당하고 있다. 일본에 지사를둔 코나미의 한국 법인이거나 코나미의 자회사 이기도 하다.

## 주요제품

### 유니아나 AC전용 게임
- 젊어지는 마을
- 블랙홀/블랙홀프라이즈
- 하트브레이커

### 코나미 AC전용 게임
- 비마니 시리즈
- 비시바시 시리즈 (하이퍼 비시바시 챔프부터)

### 코나미 AC전용 게임(수입발매)
※ 1988년부터 창립이후 지금까지 수입발매를 한 게임입니다.
- 트윈비 (트윈비,나왔다! 트윈비,트윈비 야호)
- 콘트라 (콘트라,슈퍼콘트라)
- 파로디우스 (파로디우스~섹시 파로디우스)
- 닌자거북이
- 심슨가족
- G.I 유격대
- 선셋라이더스
- 미스틱 워리어스
- 와일드 웨스트 카우보이즈 무 메사
- 에덴의 극동: 가부키 클래식
- 봄버맨 (네오봄버맨)
- 오퍼레이션 썬더 허리케인
- 런앤건2
- 사일런트 스코프 (사일런트 스코프,사일런트 스코프2,EX/소게키)
- GTI클럽
- 신주꾸경찰 24시
- 검
- 펀치매니아 북두의 권
- 워자이드

### 코나미 CS전용 게임
- 실황 파워풀 프로야구 시리즈
- 메탈 기어 시리즈
- 위닝 일레븐 시리즈
- 봄버맨 시리즈

### 그외 국내외AC전용 게임
- 스냅좀비
- 이니셜 D 아케이드 스테이지 ZERO
- 아타리 퐁 테이블
- 더 워킹 데드 AMC
- 스페이스 볼링
- 왓카
- MaiMai DX
- 츄니즘 슈퍼스타

### 그외 국내외CS전용 게임
- 아스트로 시티 미니

## 본사 및 공장
- 본사: 서울 양천구 목동동로 377 유니아나 빌딩
- 공장: 경기도 수원특례시 권선구 오목천로132번길 5 (고색동 962, 수원델타플렉스) 유니아나 수원공장